# گوی‌های به‌شیارافتاده
گوی‌های به‌شیارافتاده (انگلیسی: Gutterballs) یک فیلم کمدی در ژانر ترسناک و با صحنه‌های بسیار خشن به کارگردانی رایان نیکلسون است که در سال ۲۰۰۸ منتشر شد.